# A Transformers: Cybertron szereplőinek listája
Ez a cikk Transformers: Cybertron szereplőit sorolja fel.

## Autobotok
- Optimusz fővezér (Optimus Prime): Az autobotok parancsnoka, és Kibertron vezetője. Egy piros-kék nyerges tűzoltóautóvá "Sörét megnevezésével: Ágyúkkal felszerelt tűzóltóautó" tud átalakulni, aminek repülő üzemmódja is van.
- Tűzgolyó (Hot Shot): Egy fiatal, versengő autobot. Riadó-val a Sebes bolygóra utazik hogy megszerezzék a Kiberkulcsot. Megatron széttlövi Riadóval és Söréttel, a Kberkulcs hatására újjászületik erősebb jármű alakot vesz fel. Késöbb hárman alkotják a Kibertron Védelmi Erőket. A 26. részig egy kék sportkocsivá tud átalakulni, A 27. résztől egy katonai páncélozott járművé alakul át.
- Röptűz (Jetfire): Autobot katona. Egy zöld katonai teherszállító repülővé tud átalakulni.
- Taposóakna/Gránátfej (Landmine): Autobot katona, Optimusz korábbi mentora. Gigantionon rövid időre a Kiberkulcs hatására óriásra nő. Egy építkezési járművé járművé alakul át.
- Sörét (Scattershot): Az autobotok feltalálója. Megatron széttlövi Tűzgolyóval és Riadóval, a Kberkulcs hatására újjászületik erősebb jármű alakot vesz fel. Késöbb hárman alkotják a Kibertron Védelmi Erőket. A 26. részig egy kék harc kocsivá tud átalakulni, A 27. résztől egy katonai páncélozott járművé alakul át.
- Riadó (Red Alert): Az autobotok másik feltalálója. Tűzgolyó-val a Sebes bolygóra utazik hogy megszerezzék a Kiberkulcsot. Megatron széttlövi Tűzgolyóval és Söréttel, a Kberkulcs hatására újjászületik erősebb jármű alakot vesz fel. Késöbb hárman alkotják a Kibertron Védelmi Erőket. A 26. részig egy fehér mentő kocsivá tud átalakulni, A 27. résztől egy katonai páncélozott járművé alakul át.
- Generál/Vasmacska (Overhaul/Leobreaker): Autobot katona, a Dzsungel bolygóra utazik hogy megszerezze a Kiberkulcsot. Ott a Kiberkulcs hatására Vasmacskává változik, ezután össze tud csatlakozni Optimuszal a Gyilkos karom űzemmódba. A 15. részig egy zöld terepjáróvá tud átalakulni, A 15. rész végétől egy robot oroszlánná alakul át.
- Vector Fővezér (Vector Prime): Egy ősi alakváltó, az idő őrzője.
- Éleskard (Wing Saber): Autobot katona, aki az omega zár hatására a földre megy és csatlakozik az autobotokhoz. Egy csatát követően össze tud csatlakozni Optimuszal a Szónikus szárny űzemmódba. Egy repülővé alakul át.
- Sárfogó (Mudflap):

### Mini-conok
- Sokk (Jolt):
- Visszhang (Reverb):
- Kuplung (Six-Speed):
- Életmentő (Safeguard):

## Álcák
- Megatron: Az álcák vezére.
- Üstökös (Starscream): Az álcák lázadó tagja, késöbb elárulja.
- Villámcsapás (Thundercracker):
- Vas Nemesis (Nemesis Breaker): Vasmacska klónja.

## Sebes bolygóiak
- Gázoló (Override): Sebes bolygó vezetője.
- Stopper (Clocker):
- Üzemzavar (Brakedown):
- Kosz Góré (Dirt Boss):
- Fosztogató (Ransack): Sebes bolygói rosszfiú, Zűrzóna társa.
- Zűrzóna (Crumplezone): Sebes bolygói rosszfiú, Fosztogató társa.

## Dzsungel bolygóiak
- Ostor (Scourge): Dzsungel bolygó vezetője.
- Vicsorgó (Snarl):
- Bújkáló (Backstop):
- Aknász (Undermine):
- Hárpia (Brimstone):

## Földi alakváltók
- Evac (Evac):
- Füstfelhő/Haránt (Crosswise):
- Csapágy (Lagnutz):
- Mennykő (Thunderblast):
- Ősi Álcák (Ancient Decepticons):

## Gigantioniak
- Metroplex: Gigantion vezetője.
- Mixer (Quickmix):
- Menasor:

## X-planétaiak
- Mellékút (Sideways):
- Fülelő (Soundwave):

## Emberek
- Coby Hansen:
- Bud Hansen:
- Lori Jiménez:
- Professzor Lucy Suzuki:
- Mike Franklin ezredes:

## További Alakváltók
- Prímusz (Primus):
- Joyride:
- Signal Lancer:
- Fémroppantók (Scrapmetals):